# Jasenovo (nádraží)
Jasenovo (v srbské cyrilici Јасеново)  je železniční stanice, která se nachází v srbské části regionu Banát, na trati Zrenjanin–Bela Crkva. Nádraží stojí cca 1,3 km východně od středu obce Jasenovo. V jizdních řádech jugoslávských železnic bývala rovněž uváděna pod názvem Банатско Јасеново/Banatsko Jasenovo.
Součástí areálu stanice byla také točna pro lokomotivy a studna pro napouštění lokomotiv vodou. Točna byla dovezena z Vídně, vyrobena byla v roce 1868 a její průměr dosahoval 14 metrů. Studna se nacházela 200 m od nádraží, její hloubka činila třicet metrů. Obojí je, stejně jako původní nádražní budova, na počátku 21. století ve špatném technickém stavu, a to i přesto, že budova nádraží je památkově chráněný objekt.

## Historie
Stanice je jednou z nejstarších na území současného Srbska. Byla vybudována v polovině 19. století, dokončena a dána do provozu dne 20. června 1858. Odpovídá nádražím typickým pro rakousko-uherskou železnici; navržena byla dle standardizovaných projektů rakouskými inženýry. Z obdobného projektu vycházela i budova původního nádraží ve městě Vršac.
Budova nádraží s nápadným průčelím a dvěma průčelí bočními byla zbudována z pálených cihel. V bočních částech vystupovala až do prvního patra. Část z objektu sloužila po svém dokončení také jako hotel. V průběhu desetiletí byla různě upravována tak, aby se přizpůsobila potřebám stále se měnící železniční dopravy. První přestavba zde byla uskutečněna v roce 1873.
Rozsáhlý areál stanice s řadou kolejí byl využíván velmi intenzivně především v 19. století pro nákladní dopravu. Projížděly tudy vlaky vezoucí rudy z území dnešního Rumunska do přístavu Baziaș na Dunaji. Význam trati i stanice poklesl po první světové válce. V roce 1947 zde byly demontovány některé koleje a převezeny do Albánie, kde posloužily pro výstavbu tamní první železniční trati.[zdroj?]